# Liga dos Campeões da UEFA de 2015–16 – Rodadas de Qualificação
Esta página apresenta os sumários das partidas das fases preliminares da Liga dos Campeões da UEFA de 2015–16.
Todos os horários estão em (UTC+2).

## Calendário
Todos os sorteios foram realizados na sede da UEFA em Nyon, na Suíça.
| Rodada                    | Data e hora do sorteio     | Partidas de ida                | Partidas de volta       |
| ------------------------- | -------------------------- | ------------------------------ | ----------------------- |
| Primeira pré-eliminatória | 22 de junho de 2015, 12:00 | 30 de junho–1 de julho de 2015 | 7–8 de julho de 2015    |
| Segunda pré-eliminatória  | 22 de junho de 2015, 12:00 | 14–15 de julho de 2015         | 21–22 de julho de 2015  |
| Terceira pré-eliminatória | 17 de julho de 2015        | 28–29 de julho de 2015         | 4–5 de agosto de 2015   |
| Rodada de play-off        | 7 de agosto de 2015        | 18–19 de agosto de 2015        | 25–26 de agosto de 2015 |

## Primeira pré-eliminatória
O sorteio para a primeira e segunda pré-eliminatórias foi realizado em 22 de junho de 2015. As partidas de ida foram disputadas em 30 de junho e 1 de julho, e as partidas de volta foram disputadas em 7 e 8 de julho de 2015. Um total de oito equipes participaram desta fase.
| Equipe 1         | Total    | Equipe 2        | 1.º jogo | 2.º jogo |
| ---------------- | -------- | --------------- | -------- | -------- |
| Lincoln Red Imps | 2–1      | FC Santa Coloma | 0–0      | 2–1      |
| Crusaders        | 1–1 (gf) | Levadia Tallinn | 0–0      | 1–1      |
| Pyunik           | 4–2      | Folgore         | 2–1      | 2–1      |
| B36 Tórshavn     | 2–6      | The New Saints  | 1–2      | 1–4      |

### Partidas de ida
| 30 de junho de 2015 | Pyunik                      | 2 – 1     | Folgore    | Estádio Republicano, Erevan                   |
| 18:00               | Satumyan 45+2' · Romero 48' | Relatório | Hirsch 71' | Público: 4 000 Árbitro: CYP Dimitrios Massias |

| 30 de junho de 2015 | Lincoln Red Imps | 0 – 0     | FC Santa Coloma | Victoria Stadium, Gibraltar                 |
| 20:00               |                  | Relatório |                 | Público: 1 520 Árbitro: SMR Johnny Casanova |

| 30 de junho de 2015 | Crusaders | 0 – 0     | Levadia Tallinn | Seaview, Belfast                               |
| 20:45               |           | Relatório |                 | Público: 1 748 Árbitro: ISL Thorvaldur Árnason |

| 1 de julho de 2015 | B36 Tórshavn    | 1 – 2     | The New Saints         | Tórsvøllur, Tórshavn                     |
| 20:00              | H. Samuelsen 7' | Relatório | Quigley 9' · Wilde 90' | Público: 1 050 Árbitro: LUX Sven Bindels |

### Partidas de volta
| 7 de julho de 2015 | Levadia Tallinn | 1 – 1     | Crusaders  | A. Le Coq Arena, Tallinn                      |
| 18:00              | Luts 22'        | Relatório | Carvill 4' | Público: 1 230 Árbitro: GEO Giorgi Kruashvili |

1–1 no placar agregado. Crusaders avançou a próxima fase pela regra do gol fora de casa.
| 7 de julho de 2015 | FC Santa Coloma   | 1 – 2     | Lincoln Red Imps             | Estadi Comunal, Andorra-a-Velha          |
| 20:00              | Ildefons Lima 44' | Relatório | Bardon 48' · L. Casciaro 64' | Público: 700 Árbitro: EST Roomer Tarajev |

Lincoln Red Imps venceu por 2–1 no placar agregado e avançou a próxima fase.
| 7 de julho de 2015 | The New Saints                     | 4 – 1     | B36 Tórshavn        | Park Hall, Oswestry                          |
| 20:00              | Wilde 15', 27', 47' · Williams 89' | Relatório | L. Cieślewicz 90+1' | Público: 1 148 Árbitro: FIN Ville Nevalainen |

The New Saints venceu por 6–2 no placar agregado e avançou a próxima fase.
| 7 de julho de 2015 | Folgore    | 1 – 2     | Pyunik                            | Estádio San Marino, Serravalle                      |
| 20:30              | Traini 65' | Relatório | K. Hovhannisyan 6' · Satumyan 41' | Público: 821 Árbitro: AND Ignasi Villamayor Rozados |

Pyunik venceu por 4–2 no placar agregado e avançou a próxima fase.

## Segunda pré-eliminatória
O sorteio para esta fase foi realizado em 22 de junho de 2015. As partidas de ida foram disputadas em 14 e 15 de julho, e as partidas de volta foram disputadas em 21 e 22 de julho de 2015. Um total de 34 equipes jogaram na segunda pré-eliminatória: 30 equipes que entram nesta rodada, e os quatro vencedores da primeira pré-eliminatória.
| Equipe 1         | Total    | Equipe 2         | 1.º jogo | 2.º jogo  |
| ---------------- | -------- | ---------------- | -------- | --------- |
| Hibernians       | 3–6      | Maccabi Tel Aviv | 2–1      | 1–5       |
| APOEL            | 1–1 (gf) | Vardar           | 0–0      | 1–1       |
| Qarabağ          | 1–0      | Rudar Pljevlja   | 0–0      | 1–0       |
| Sarajevo         | 0–3      | Lech Poznań      | 0–2      | 0–1       |
| Maribor          | 2–3      | Astana           | 1–0      | 1–3       |
| BATE Borisov     | 2–1      | Dundalk          | 2–1      | 0–0       |
| Ventspils        | 1–4      | HJK              | 1–3      | 0–1       |
| Midtjylland      | 3–0      | Lincoln Red Imps | 1–0      | 2–0       |
| Molde            | 5–1      | Pyunik           | 5–0      | 0–1       |
| Malmö            | 1–0      | Žalgiris Vilnius | 0–0      | 1–0       |
| Celtic           | 6–1      | Stjarnan         | 2–0      | 4–1       |
| Trenčín          | 3–4      | Steaua București | 0–2      | 3–2       |
| Partizan         | 3–0      | Dila Gori        | 1–0      | 2–0       |
| Ludogorets       | 1–3      | Milsami Orhei    | 0–1      | 1–2       |
| Dínamo Zagreb    | 3–1      | Fola Esch        | 1–1      | 3–0       |
| Skënderbeu Korçë | 6–4      | Crusaders        | 4–1      | 2–3       |
| The New Saints   | 1–2      | Videoton         | 0–1      | 1–1 (pro) |

### Partidas de ida
| 14 de julho de 2015 | Ventspils    | 1 – 3     | HJK                                          | Ventspils Olimpiskais Stadions, Ventspils |
| 17:30               | Jemeļins 63' | Relatório | Zeneli 75' (pen) · Jallow 86' · Tanaka 90+2' | Público: 2 450 Árbitro: DEN Jakob Kehlet  |

| 14 de julho de 2015 | APOEL | 0 – 0     | Vardar | Estádio GSP, Nicósia                        |
| 19:00               |       | Relatório |        | Público: 14 531 Árbitro: AZE Aliyar Aghayev |

| 14 de julho de 2015 | Midtjylland   | 1 – 0     | Lincoln Red Imps | MCH Arena, Herning                          |
| 19:30               | Rasmussen 33' | Relatório |                  | Público: 5 291 Árbitro: MLT Alan Mario Sant |

| 14 de julho de 2015 | Ludogorets | 0 – 1     | Milsami Orhei | Ludogorets Arena, Razgrad                 |
| 19:45               |            | Relatório | Antoniuc 41'  | Público: 5 120 Árbitro: FIN Antti Munukka |

| 14 de julho de 2015 | Skënderbeu Korçë                           | 4 – 1     | Crusaders | Estádio Skënderbeu, Korçë                    |
| 20:00               | Nimaga 15' · Salihi 34', 83' · Berisha 76' | Relatório | Owens 48' | Público: 5 500 Árbitro: AUT Alexander Harkam |

| 14 de julho de 2015 | The New Saints | 0 – 1     | Videoton    | Park Hall, Oswestry                     |
| 20:00               |                | Relatório | Gyurcsó 77' | Público: 1 068 Árbitro: SVK Ján Valášek |

| 14 de julho de 2015 | Molde                                                    | 5 – 0     | Pyunik | Aker Stadion, Molde                           |
| 20:00               | Elyounoussi 35', 44' · Kamara 84', 90+2' · Moström 90+5' | Relatório |        | Público: 5 650 Árbitro: MNE Pavle Radovanović |

| 14 de julho de 2015 | Hibernians                      | 2 – 1     | Maccabi Tel Aviv | Hibernians Ground, Paola                     |
| 20:00               | Jorginho 74' · Jackson Lima 85' | Relatório | Igiebor 22'      | Público: 1 470 Árbitro: RUS Sergei Lapochkin |

| 14 de julho de 2015 | Maribor  | 1 – 0     | Astana | Stadion Ljudski vrt, Maribor                  |
| 20:30               | Šuler 5' | Relatório |        | Público: 10 458 Árbitro: ESP Carlos Del Cerro |

| 14 de julho de 2015 | Trenčín | 0 – 2     | Steaua București          | Štadión pod Dubňom, Žilina                      |
| 20:30               |         | Relatório | Stanciu 63' · Hamroun 70' | Público: 6 936 Árbitro: ESP Alejandro Hernandez |

| 14 de julho de 2015 | Partizan    | 1 – 0     | Dila Gori | Estádio Partizan, Belgrado                   |
| 20:45               | Babović 83' | Relatório |           | Público: 11 746 Árbitro: GER Bastian Dankert |

| 14 de julho de 2015 | Sarajevo | 0 – 2     | Lech Poznań                   | Estádio Asim Ferhatović Hase, Sarajevo    |
| 21:00               |          | Relatório | Hämäläinen 40' · Thomalla 62' | Público: 16 500 Árbitro: ITA Paolo Valeri |

| 15 de julho de 2015 | Qarabağ | 0 – 0     | Rudar Pljevlja | Estádio Tofiq Bahramov, Baku                    |
| 18:30               |         | Relatório |                | Público: 28 854 Árbitro: ROU Sebastian Colţescu |

| 15 de julho de 2015 | Malmö | 0 – 0     | Žalgiris Vilnius | Swedbank Park, Västerås                        |
| 19:00               |       | Relatório |                  | Público: 12 436 Árbitro: ISR Eitan Shmuelevitz |

| 15 de julho de 2015 | BATE Borisov                   | 2 – 1     | Dundalk      | Borisov Arena, Borisov                       |
| 19:30               | Karnitsky 11' · Yablonskiy 38' | Relatório | McMillan 32' | Público: 11 421 Árbitro: SRB Vlado Glodjović |

| 15 de julho de 2015 | Celtic                    | 2 – 0     | Stjarnan | Celtic Park, Glasgow                        |
| 20:45               | Boyata 44' · Johansen 56' | Relatório |          | Público: 37 969 Árbitro: GER Daniel Siebert |

| 15 de julho de 2015 | Dínamo Zagreb | 1 – 1     | Fola Esch | Estádio Maksimir, Zagreb               |
| 21:00               | Henríquez 36' | Relatório | Hadji 25' | Público: 9 100 Árbitro: IRL Neil Doyle |

### Partidas de volta
| 21 de julho de 2015 | Dila Gori | 0 – 2     | Partizan                   | Estádio Tengiz Burjanadze, Gori              |
| 14:30               |           | Relatório | Brašanac 37' · Oumarou 64' | Público: 3 842 Árbitro: POL Daniel Stefanski |

Partizan venceu por 3–0 no placar agregado e avançou a próxima fase.
| 21 de julho de 2015 | Pyunik      | 1 – 0     | Molde | Estádio Academia de Futebol de Erevan, Erevan |
| 16:00               | Badoyan 74' | Relatório |       | Público: 2 500 Árbitro: UKR Anatoliy Abdula   |

Molde venceu por 5–1 no placar agregado e avançou a próxima fase.
| 21 de julho de 2015 | Milsami Orhei           | 2 – 1     | Ludogorets    | CSR Orhei, Orhei                                 |
| 17:00               | Andronic 26' · Racu 89' | Relatório | Wanderson 25' | Público: 2 970 Árbitro: NOR Svein-Erik Edvartsen |

Milsami Orhei venceu por 3–1 no placar agregado e avançou a próxima fase.
| 21 de julho de 2015 | HJK          | 1 – 0     | Ventspils | Estádio Sonera, Helsinque                  |
| 18:00               | Havenaar 83' | Relatório |           | Público: 6 562 Árbitro: SWE Andreas Ekberg |

HJK venceu por 4–1 no placar agregado e avançou a próxima fase.
| 21 de julho de 2015 | Maccabi Tel Aviv                                                     | 5 – 1     | Hibernians         | Estádio Bloomfield, Tel Aviv                  |
| 19:30               | Jorginho 32' · Zahavi 58' (pen), 90' · Ben Haim II 61' · Igiebor 82' | Relatório | Rodolfo Soares 52' | Público: 13 125 Árbitro: LVA Andris Treimanis |

Maccabi Tel Aviv venceu por 6–3 no placar agregado e avançou a próxima fase.
| 21 de julho de 2015 | Vardar        | 1 – 1     | APOEL           | Estádio Felipe II da Macedônia, Escópia   |
| 20:00               | Dashyan 90+4' | Relatório | De Vincenti 60' | Público: 22 540 Árbitro: ITA Davide Massa |

1–1 no placar agregado. APOEL avançou a próxima fase pela regra do gol fora de casa.
| 21 de julho de 2015 | Lincoln Red Imps | 0 – 2     | Midtjylland             | Victoria Stadium, Gibraltar             |
| 20:00               |                  | Relatório | Pušić 44' · Duelund 89' | Público: 1 950 Árbitro: POR Hugo Miguel |

Midtjylland venceu por 3–0 no placar agregado e avançou a próxima fase.
| 21 de julho de 2015 | Žalgiris Vilnius | 0 – 1     | Malmö          | Estádio LFF, Vilnius                       |
| 20:10               |                  | Relatório | Tinnerholm 55' | Público: 4 933 Árbitro: FRA Benoit Bastien |

Malmö venceu por 1–0 no placar agregado e avançou a próxima fase.
| 21 de julho de 2015 | Crusaders                                   | 3 – 2     | Skënderbeu Korçë         | Seaview, Belfast                                |
| 20:45               | O'Flynn 50' · Snoddy 90+2' · Mitchell 90+3' | Relatório | Berisha 69' · Latifi 77' | Público: 1 548 Árbitro: CYP Christos Nicolaides |

Skënderbeu Korçë venceu por 6–4 no placar agregado e avançou a próxima fase.
| 22 de julho de 2015 | Astana                                   | 3 – 1     | Maribor      | Astana Arena, Astana                          |
| 16:00               | Dzholchiev 12' · Cañas 43' · Twumasi 58' | Relatório | Rajčević 39' | Público: 23 650 Árbitro: SUI Adrien Jaccottet |

Astana venceu por 3–2 no placar agregado e avançou a próxima fase.
| 22 de julho de 2015 | Fola Esch | 0 – 3     | Dínamo Zagreb            | Stade Josy Barthel, Luxemburgo                |
| 20:00               |           | Relatório | Pjaca 29', 40' · Rog 75' | Público: 3 300 Árbitro: BLR Sergei Tsinkevich |

Dínamo Zagreb venceu por 4–1 no placar agregado e avançou a próxima fase.
| 22 de julho de 2015 | Videoton     | 1 – 1 (pro) | The New Saints | Stadion Sóstói, Székesfehérvár                |
| 20:30               | Gyurcsó 107' | Relatório   | Williams 78'   | Público: 3 268 Árbitro: LTU Nerijus Dunauskas |

Videoton venceu por 2–1 no placar agregado e avançou a próxima fase.
| 22 de junho de 2015 | Steaua București            | 2 – 3     | Trenčín                    | Arena Națională, Bucareste                  |
| 20:30               | Sulley 57' · Tadé 60' (pen) | Relatório | Wesley 13', 84' · Bero 21' | Público: 0[a] Árbitro: POL Paweł Raczkowski |

Steaua București venceu por 4–3 no placar agregado e avançou a próxima fase.
| 22 de junho de 2015 | Dundalk | 0 – 0     | BATE Borisov | Oriel Park, Dundalk                           |
| 20:45               |         | Relatório |              | Público: 3 103 Árbitro: GRE Stavros Tritsonis |

BATE Borisov venceu por 2–1 no placar agregado e avançou a próxima fase.
| 22 de junho de 2015 | Rudar Pljevlja | 0 – 1     | Qarabağ      | Stadion pod Malim Brdom, Petrovac          |
| 20:45               |                | Relatório | Reynaldo 57' | Público: 1 400 Árbitro: BUL Georgi Kabakov |

Qarabağ venceu por 1–0 no placar agregado e avançou a próxima fase.
| 22 de julho de 2015 | Lech Poznań | 1 – 0     | Sarajevo | Estádio Municipal de Poznań, Poznań       |
| 20:45               | Douglas 6'  | Relatório |          | Público: 22 205 Árbitro: SCO Kevin Clancy |

Lech Poznań venceu por 3–0 no placar agregado e avançou a próxima fase.
| 22 de julho de 2015 | Stjarnan  | 1 – 4     | Celtic                                                    | Stjörnuvöllur, Garðabær                     |
| 21:15               | Finsen 7' | Relatório | Bitton 33' · Mulgrew 49' · Griffiths 88' · Johansen 90+3' | Público: 1 022 Árbitro: BEL Jonathan Lardot |

Celtic venceu por 6–1 no placar agregado e avançou a próxima fase.

## Terceira pré-eliminatória
O sorteio para esta fase ocorreu em 17 de julho de 2015. A terceira pré-eliminatória é dividida em duas seções distintas: caminho dos campeões e dos não-campeões. As equipes perdedoras em ambas as seções entram na fase de play-off da Liga Europa da UEFA de 2015–16. As partidas de ida foram disputadas em 28 e 29 de julho, e as partidas de volta foram disputadas nos dias 4 e 5 de agosto de 2015.
Um total de 30 equipas jogam na terceira pré-eliminatória.
| Equipe 1                 | Total                | Equipe 2             | 1.º jogo             | 2.º jogo             |                      |
| Caminho dos Campeões     | Caminho dos Campeões | Caminho dos Campeões | Caminho dos Campeões | Caminho dos Campeões | Caminho dos Campeões |
| ------------------------ | -------------------- | -------------------- | -------------------- | -------------------- | -------------------- |
| Lech Poznań              | 1–4                  | Basel                | 1–3                  | 0–1                  |                      |
| Milsami Orhei            | 0–4                  | Skënderbeu Korçë     | 0–2                  | 0–2                  |                      |
| HJK                      | 3–4                  | Astana               | 0–0                  | 3–4                  |                      |
| Celtic                   | 1–0                  | Qarabağ              | 1–0                  | 0–0                  |                      |
| Steaua București         | 3–5                  | Partizan             | 1–1                  | 2–4                  |                      |
| Midtjylland              | 2–2 (gf)             | APOEL                | 1–2                  | 1–0                  |                      |
| Maccabi Tel Aviv         | 3–2                  | Viktoria Plzeň       | 1–2                  | 2–0                  |                      |
| Dínamo Zagreb            | 4–4 (gf)             | Molde                | 1–1                  | 3–3                  |                      |
| Videoton                 | 1–2                  | BATE Borisov         | 1–1                  | 0–1                  |                      |
| Red Bull Salzburg        | 2–3                  | Malmö                | 2–0                  | 0–3                  |                      |
| Caminho dos Não-Campeões |                      |                      |                      |                      |                      |
| Panathinaikos            | 2–4                  | Club Brugge          | 2–1                  | 0–3                  |                      |
| Young Boys               | 1–7                  | Monaco               | 1–3                  | 0–4                  |                      |
| CSKA Moscou              | 5–4                  | Sparta Praga         | 2–2                  | 3–2                  |                      |
| Rapid Wien               | 5–4                  | Ajax                 | 2–2                  | 2–3                  |                      |
| Fenerbahçe               | 0–3                  | Shakhtar Donetsk     | 0–0                  | 0–3                  |                      |

### Partidas de ida
| 28 de julho de 2015 | CSKA Moscou              | 2 – 2     | Sparta Praga           | Arena Khimki, Khimki                                  |
| 18:15               | Dzagoyev 14' · Tošić 53' | Relatório | Fatai 15' · Krejčí 57' | Público: 10 500 Árbitro: ESP Javier Estrada Fernández |

| 28 de julho de 2015 | Milsami Orhei | 0 – 2     | Skënderbeu Korçë      | Estádio Zimbru, Chișinău                  |
| 19:00               |               | Relatório | Salihi 49', 73' (pen) | Público: 7 227 Árbitro: TUR Hüseyin Göçek |

| 28 de julho de 2015 | Midtjylland | 1 – 2     | APOEL                        | MCH Arena, Herning                        |
| 19:00               | Poulsen 88' | Relatório | Hansen 30' · De Vincenti 33' | Público: 8 253 Árbitro: SVN Slavko Vinčić |

| 28 de julho de 2015 | Maccabi Tel Aviv | 1 – 2     | Viktoria Plzeň                | Estádio Bloomfield, Jafa                      |
| 19:30               | Yitzhaki 79'     | Relatório | Mahmutović 17' · Petržela 21' | Público: 13 420 Árbitro: BLR Aleksei Kulbakov |

| 28 de julho de 2015 | Fenerbahçe | 0 – 0     | Shakhtar Donetsk | Estádio Şükrü Saraçoğlu, Istambul        |
| 20:00               |            | Relatório |                  | Público: 37 342 Árbitro: POR Jorge Sousa |

| 28 de julho de 2015 | Panathinaikos                | 2 – 1     | Club Brugge          | Estádio Apostolos Nikolaidis, Atenas              |
| 20:00               | Berg 37' · Karelis 65' (pen) | Relatório | Bolingoli-Mbombo 10' | Público: 12 874 Árbitro: RUS Vladislav Bezborodov |

| 28 de julho de 2015 | Young Boys  | 1 – 3     | Monaco                                   | Stade de Suisse, Berna                 |
| 20:15               | Nuzzolo 74' | Relatório | Kurzawa 64' · Carrillo 72' · Pašalić 75' | Público: 16 079 Árbitro: SVN Matej Jug |

| 28 de julho de 2015 | Videoton           | 1 – 1     | BATE Borisov  | Stadion Sóstói, Székesfehérvár                 |
| 20:30               | Paulo Vinícius 89' | Relatório | Karnitsky 56' | Público: 3 118 Árbitro: MKD Aleksandar Stavrev |

| 28 de julho de 2015 | Dínamo Zagreb | 1 – 1     | Molde      | Estádio Maksimir, Zagreb                   |
| 21:00               | Henríquez 18' | Relatório | Kamara 21' | Público: 9 327 Árbitro: BEL Serge Gumienny |

| 29 de julho de 2015 | HJK | 0 – 0     | Astana | Estádio Sonera, Helsinque                   |
| 18:00               |     | Relatório |        | Público: 9 788 Árbitro: ROU Alexandru Tudor |

| 29 de julho de 2015 | Red Bull Salzburg                 | 2 – 0     | Malmö | Red Bull Arena, Salzburgo               |
| 19:00               | Ulmer 51' · Hinteregger 89' (pen) | Relatório |       | Público: 15 027 Árbitro: ITA Luca Banti |

| 29 de julho de 2015 | Steaua București | 1 – 1     | Partizan      | Arena Națională, Bucareste            |
| 20:30               | Varela 81'       | Relatório | Vulićević 62' | Público: 0[a] Árbitro: NED Kevin Blom |

| 29 de julho de 2015 | Lech Poznań  | 1 – 3     | Basel                              | Estádio Municipal de Poznań, Poznań         |
| 20:45               | Thomalla 36' | Relatório | Lang 34' · Janko 77' · Callà 90+2' | Público: 25 478 Árbitro: ENG Anthony Taylor |

| 29 de julho de 2015 | Celtic     | 1 – 0     | Qarabağ | Celtic Park, Glasgow                              |
| 20:45               | Boyata 82' | Relatório |         | Público: 43 011 Árbitro: AUT Robert Schörgenhofer |

| 29 de julho de 2015 | Rapid Wien            | 2 – 2     | Ajax              | Ernst-Happel-Stadion, Viena                 |
| 21:05               | Kainz 48' · Berić 76' | Relatório | Klaassen 25', 43' | Público: 43 200 Árbitro: SCO William Collum |

### Partidas de volta
| 4 de agosto de 2015 | APOEL | 0 – 1     | Midtjylland    | Estádio GSP, Nicósia                      |
| 19:00               |       | Relatório | Sviatchenko 3' | Público: 16 070 Árbitro: SCO Bobby Madden |

2–2 no placar agregado. APOEL avançou a próxima fase pela regra do gol fora de casa.
| 4 de agosto de 2015 | Molde                                            | 3 – 3     | Dínamo Zagreb                   | Aker Stadion, Molde                        |
| 19:00               | Hussain 43' · Elyounoussi 52' (pen) · Kamara 75' | Relatório | Pjaca 17' · Ademi 20' · Rog 22' | Público: 7 017 Árbitro: ENG Michael Oliver |

4–4 no placar agregado. Dínamo Zagreb avançou a próxima fase pela regra do gol fora de casa.
| 4 de agosto de 2015 | Ajax                   | 2 – 3     | Rapid Wien                  | Amsterdam Arena, Amsterdã                  |
| 20:15               | Milik 52' · Gudelj 75' | Relatório | Berić 12' · Schaub 39', 77' | Público: 53 502 Árbitro: SVK Ivan Kružliak |

Rapid Wien venceu por 5–4 no placar agregado e avançou a próxima fase.
| 4 de agosto de 2015 | Monaco                                                           | 4 – 0     | Young Boys | Stade Louis II, Mônaco                      |
| 20:45               | Ivan Cavaleiro 54' · Kurzawa 64' · Martial 70' · El Shaarawy 77' | Relatório |            | Público: 10 457 Árbitro: NED Danny Makkelie |

Monaco venceu por 7–1 no placar agregado e avançou a próxima fase.
| 5 de agosto de 2015 | Astana                                                       | 4 – 3     | HJK                                     | Astana Arena, Astana                    |
| 16:00               | Twumasi 44' · Cañas 47' (pen) · Shomko 56' · Postnikov 90+3' | Relatório | Jallow 4' · Baah 42' · Zeneli 86' (pen) | Público: 27 937 Árbitro: ISR Alon Yefet |

Astana venceu por 4–3 no placar agregado e avançou a próxima fase.
| 5 de agosto de 2015 | Qarabağ | 0 – 0     | Celtic | Estádio Tofiq Bahramov, Baku                      |
| 18:30               |         | Relatório |        | Público: 31 850 Árbitro: SWE Martin Strömbergsson |

Celtic venceu por 1–0 no placar agregado e avançou a próxima fase.
| 5 de agosto de 2015 | Sparta Praga          | 2 – 3     | CSKA Moscou                  | Generali Arena, Praga                        |
| 18:45               | Krejčí 6' · Fatai 16' | Relatório | Musa 34', 51' · Dzagoyev 76' | Público: 16 580 Árbitro: ITA Paolo Mazzoleni |

CSKA Moscou venceu por 5–4 no placar agregado e avançou a próxima fase.
| 5 de agosto de 2015 | BATE Borisov | 1 – 0     | Videoton | Borisov Arena, Borisov                   |
| 19:30               | Nikolić 82'  | Relatório |          | Público: 12 498 Árbitro: DEN Kenn Hansen |

BATE Borisov venceu por 2–1 no placar agregado e avançou a próxima fase.
| 5 de agosto de 2015 | Basel           | 1 – 0     | Lech Poznań | St. Jakob-Park, Basileia                  |
| 20:15               | Bjarnason 90+1' | Relatório |             | Público: 18 196 Árbitro: FRA Ruddy Buquet |

Basel venceu por 4–1 no placar agregado e avançou a próxima fase.
| 5 de agosto de 2015 | Malmö                                 | 3 – 0     | Red Bull Salzburg | Estádio Swedbank, Malmö                          |
| 20:30               | Đurđić 7' · Rosenberg 14' · Rodić 42' | Relatório |                   | Público: 19 522 Árbitro: GRE Michael Koukoulakis |

Malmö venceu por 3–2 no placar agregado e avançou a  próxima fase.
| 5 de agosto de 2015 | Club Brugge                          | 3 – 0     | Panathinaikos | Estádio Jan Breydel, Bruges                     |
| 20:30               | Cools 53' · Vázquez 58' · Oulare 82' | Relatório |               | Público: 27 038 Árbitro: SWE Stefan Johannesson |

Club Brugge venceu por 4–2 no placar agregado e avançou a próxima fase.
| 5 de agosto de 2015 | Shakhtar Donetsk                                 | 3 – 0     | Fenerbahçe | Arena Lviv, Lviv                          |
| 20:45               | Hladkyy 25' · Srna 65' (pen) · Alex Teixeira 68' | Relatório |            | Público: 33 179 Árbitro: GER Felix Zwayer |

Shakhtar Donetsk venceu por 3–0 no placar agregado e avançou a próxima fase.
| 5 de agosto de 2015 | Skënderbeu Korçë        | 2 – 0     | Milsami Orhei | Elbasani Arena, Elbasani                      |
| 20:45               | Salihi 16' · Progni 55' | Relatório |               | Público: 7 800 Árbitro: POR Artur Soares Dias |

Skënderbeu Korçë venceu por 4–0 no placar agregado e avançou a próxima fase.
| 5 de agosto de 2015 | Partizan                                                | 4 – 2     | Steaua București         | Estádio Partizan, Belgrado              |
| 20:45               | Babović 8' · Jevtović 60' · Živković 70' · Trujić 90+1' | Relatório | Sulley 11' · Hamroun 33' | Público: 26 775 Árbitro: HUN István Vad |

Partizan venceu por 5–3 no placar agregado e avançou a próxima fase.
| 5 de agosto de 2015 | Viktoria Plzeň | 0 – 2     | Maccabi Tel Aviv      | Doosan Arena, Plzeň                           |
| 20:45               |                | Relatório | Zahavi 76' (pen), 83' | Público: 11 242 Árbitro: UKR Yevhen Aranovsky |

Maccabi Tel Aviv venceu por 3–2 no placar agregado e avançou a próxima fase.

## Rodada de play-off
A rodada play-off é dividida em duas seções distintas: Caminho dos Campeões (para Liga dos Campeões) e League Route (para liga não-campeões). As equipes perdedoras em ambas as seções entram no play-off da Liga Europa da UEFA de 2015–16.
O sorteio para esta fase foi realizado em 7 de agosto de 2015. As partidas de ida foram disputadas em 18 e 19 de agosto, e as partidas de volta foram disputadas em 25 e 26 de agosto de 2015. Um total de 20 equipes participaram desta fase.
| Equipe 1                 | Total                | Equipe 2             | 1.º jogo             | 2.º jogo             |                      |
| Caminho dos Campeões     | Caminho dos Campeões | Caminho dos Campeões | Caminho dos Campeões | Caminho dos Campeões | Caminho dos Campeões |
| ------------------------ | -------------------- | -------------------- | -------------------- | -------------------- | -------------------- |
| Astana                   | 2–1                  | APOEL                | 1–0                  | 1–1                  |                      |
| Skënderbeu Korçë         | 2–6                  | Dínamo Zagreb        | 1–2                  | 1–4                  |                      |
| Celtic                   | 3–4                  | Malmö                | 3–2                  | 0–2                  |                      |
| Basel                    | 3–3 (gf)             | Maccabi Tel Aviv     | 2–2                  | 1–1                  |                      |
| BATE Borisov             | 2–2 (gf)             | Partizan             | 1–0                  | 1–2                  |                      |
| Caminho dos não-campeões |                      |                      |                      |                      |                      |
| Lazio                    | 1–3                  | Bayer Leverkusen     | 1–0                  | 0–3                  |                      |
| Manchester United        | 7–1                  | Club Brugge          | 3–1                  | 4–0                  |                      |
| Sporting                 | 3–4                  | CSKA Moscou          | 2–1                  | 1–3                  |                      |
| Rapid Wien               | 2–3                  | Shakhtar Donetsk     | 0–1                  | 2–2                  |                      |
| Valencia                 | 4–3                  | Monaco               | 3–1                  | 1–2                  |                      |

### Partidas de ida
| 18 de agosto de 2015 | Astana         | 1 – 0     | APOEL | Astana Arena, Astana                       |
| 18:00                | Dzholchiev 14' | Relatório |       | Público: 30 000 Árbitro: HUN Viktor Kassai |

| 18 de agosto de 2015 | BATE Borisov   | 1 – 0     | Partizan | Borisov Arena, Borisov                     |
| 20:45                | Gordeichuk 75' | Relatório |          | Público: 11 628 Árbitro: SCO Craig Thomson |

| 18 de agosto de 2015 | Lazio     | 1 – 0     | Bayer Leverkusen | Estádio Olímpico, Roma                      |
| 20:45                | Keita 77' | Relatório |                  | Público: 38 917 Árbitro: SWE Jonas Eriksson |

| 18 de agosto de 2015 | Manchester United               | 3 – 1     | Club Brugge | Old Trafford, Manchester                   |
| 20:45                | Depay 13', 43' · Fellaini 90+4' | Relatório | Carrick 8'  | Público: 75 312 Árbitro: GER Deniz Aytekin |

| 18 de agosto de 2015 | Sporting                    | 2 – 1     | CSKA Moscou | Estádio José Alvalade, Lisboa             |
| 20:45                | Gutiérrez 12' · Slimani 82' | Relatório | Doumbia 40' | Público: 41 826 Árbitro: TUR Cüneyt Çakır |

| 19 de agosto de 2015 | Skënderbeu Korçë | 1 – 2     | Dínamo Zagreb               | Elbasani Arena, Elbasani                    |
| 20:45                | Shkëmbi 37'      | Relatório | Soudani 66' · Pivarić 90+3' | Público: 12 163 Árbitro: RUS Sergei Karasev |

| 19 de agosto de 2015 | Celtic                         | 3 – 2     | Malmö             | Celtic Park, Glasgow                     |
| 20:45                | Griffiths 3', 61' · Bitton 10' | Relatório | Berget 52', 90+5' | Público: 52 412 Árbitro: GER Felix Brych |

| 19 de agosto de 2015 | Basel                          | 2 – 2     | Maccabi Tel Aviv  | St. Jakob-Park, Basileia                    |
| 20:45                | Delgado 39' (pen) · Embolo 88' | Relatório | Zahavi 31', 90+6' | Público: 15 620 Árbitro: SCO William Collum |

| 19 de agosto de 2015 | Rapid Wien | 0 – 1     | Shakhtar Donetsk | Ernst-Happel-Stadion, Viena                |
| 20:45                |            | Relatório | Marlos 44'       | Público: 46 400 Árbitro: NED Björn Kuipers |

| 19 de agosto de 2015 | Valencia                               | 3 – 1     | Monaco      | Estádio de Mestalla, Valência                 |
| 20:45                | Rodrigo 4' · Parejo 59' · Feghouli 86' | Relatório | Pašalić 49' | Público: 45 633 Árbitro: ENG Mark Clattenburg |

### Partidas de volta
| 25 de agosto de 2015 | Dínamo Zagreb                              | 4 – 1     | Skënderbeu Korçë | Estádio Maksimir, Zagreb                     |
| 20:45                | Soudani 9', 80' · Hodžić 15' · Taravel 55' | Relatório | Esquerdinha 10'  | Público: 16 888 Árbitro: ITA Gianluca Rocchi |

Dínamo Zagreb venceu por 6–2 no placar agregado e avançou a fase de grupos.
| 25 de agosto de 2015 | Malmö                      | 2 – 0     | Celtic | Estádio Swedbank, Malmö                    |
| 20:45                | Rosenberg 23' · Boyata 54' | Relatório |        | Público: 20 500 Árbitro: SRB Milorad Mažić |

Malmö venceu por 4–3 no placar agregado e avançou a fase de grupos.
| 25 de agosto de 2015 | Maccabi Tel Aviv | 1 – 1     | Basel     | Estádio Bloomfield, Tel Aviv               |
| 20:45                | Zahavi 24'       | Relatório | Zuffi 11' | Público: 13 350 Árbitro: SVN Damir Skomina |

3–3 no placar agregado. Maccabi Tel Aviv avançou a fase de grupos pela regra do gol fora de casa.
| 25 de agosto de 2015 | Shakhtar Donetsk         | 2 – 2     | Rapid Wien                  | Arena Lviv, Lviv                              |
| 20:45                | Marlos 10' · Hladkyi 27' | Relatório | Schaub 13' · S. Hofmann 22' | Público: 28 417 Árbitro: POL Szymon Marciniak |

Shakhtar Donetsk venceu por 3–2 no placar agregado e avançou a fase de grupos.
| 25 de agosto de 2015 | Monaco                   | 2 – 1     | Valencia   | Stade Louis II, Mônaco                      |
| 20:45                | Raggi 17' · Elderson 75' | Relatório | Negredo 4' | Público: 13 165 Árbitro: ITA Nicola Rizzoli |

Valencia venceu por 4–3 no placar agregado e avançou a fase de grupos.
| 26 de agosto de 2015 | APOEL      | 1 – 1     | Astana         | Estádio GSP, Nicósia                         |
| 20:45                | Štilić 60' | Relatório | Maksimović 84' | Público: 17 699 Árbitro: ENG Martin Atkinson |

Astana venceu por 2–1 no placar agregado e avançou a fase de grupos.
| 26 de agosto de 2015 | Partizan                         | 2 – 1     | BATE Borisov  | Estádio Partizan, Belgrado                     |
| 20:45                | Zhavnerchik 74' · Šaponjić 90+3' | Relatório | Stasevich 25' | Público: 27 234 Árbitro: NOR Svein Oddvar Moen |

2–2 no placar agregado. BATE Borisov avançou a fase de grupos pela regra do gol fora de casa.
| 26 de agosto de 2015 | Bayer Leverkusen                             | 3 – 0     | Lazio | BayArena, Leverkusen                                 |
| 20:45                | Çalhanoğlu 40' · Mehmedi 48' · Bellarabi 88' | Relatório |       | Público: 28 222 Árbitro: ESP Carlos Velasco Carballo |

Bayer Leverkusen venceu por 3–1 no placar agregado e avançou a fase de grupos.
| 26 de agosto de 2015 | Club Brugge | 0 – 4     | Manchester United                  | Estádio Jan Breydel, Bruges                      |
| 20:45                |             | Relatório | Rooney 20', 49', 57' · Herrera 63' | Público: 28 733 Árbitro: ESP Antonio Mateu Lahoz |

Manchester United venceu por 7–1 no placar agregado e avançou a fase de grupos.
| 26 de agosto de 2015 | CSKA Moscou                 | 3 – 1     | Sporting      | Arena Khimki, Khimki                        |
| 20:45                | Doumbia 49', 72' · Musa 85' | Relatório | Gutiérrez 36' | Público: 17 259 Árbitro: CZE Pavel Královec |

CSKA Moscou venceu por 4–3 no placar agregado e avançou a fase de grupos.

## Artilheiros
| Posição | Jogador                | Equipe            | Gols | Minutos jogados |
| ------- | ---------------------- | ----------------- | ---- | --------------- |
| 1       | Eran Zahavi            | Maccabi Tel Aviv  | 7    | 450             |
| 2       | Hamdi Salihi           | Skënderbeu Korçë  | 5    | 438             |
| 3       | Ola Kamara             | Molde             | 4    | 331             |
| 3       | Michael Wilde          | The New Saints    | 4    | 368             |
| 5       | Wayne Rooney           | Manchester United | 3    | 174             |
| 5       | Seydou Doumbia         | CSKA Moscou       | 3    | 178             |
| 5       | Leigh Griffiths        | Celtic            | 3    | 268             |
| 5       | Louis Schaub           | Rapid Wien        | 3    | 284             |
| 5       | Ahmed Musa             | CSKA Moscou       | 3    | 360             |
| 5       | Mohamed Elyounoussi    | Molde             | 3    | 360             |
| 5       | El Arbi Hillel Soudani | Dinamo Zagreb     | 3    | 479             |
| 5       | Marko Pjaca            | Dinamo Zagreb     | 3    | 527             |

Fonte: